# Ciak d'oro per la migliore opera prima

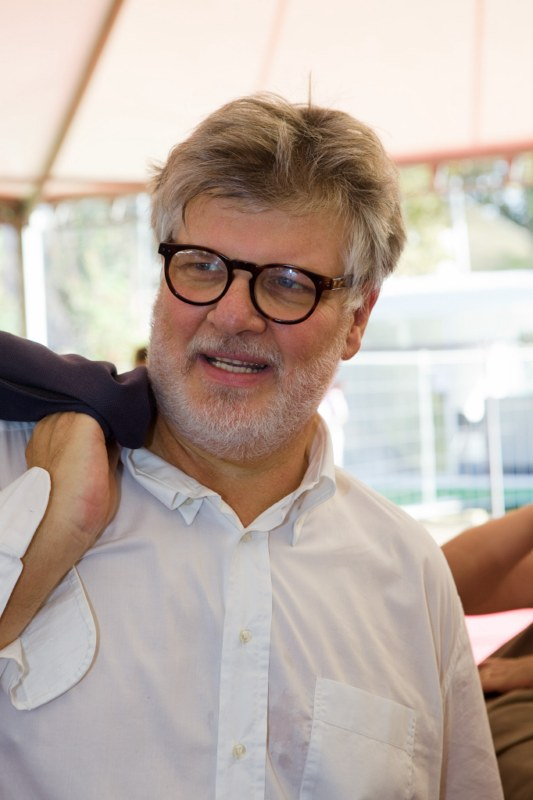
Carlo Mazzacurati è stato il primo regista a conquistare il premio con Notte italiana.

Il Ciak d'oro per la migliore opera prima è un premio assegnato nell'ambito dei Ciak d'oro che premia un film prima opera di un regista italiano. Viene assegnato attraverso una giuria tecnica composta da giornalisti e esperti del settore dal 1988. 

## Vincitori e candidati
I vincitori sono indicati in grassetto, a seguire gli altri candidati.

### Anni 1980
- 1988 – Carlo Mazzacurati per Notte italiana[1]
- 1989 – Francesca Archibugi per Mignon è partita[1]

### Anni 1990
- 1990 – Ricky Tognazzi per Piccoli equivoci[1]
- 1991 – Sergio Rubini per La stazione[1]
- 1992 – Alessandro D'Alatri per Americano rosso[1]
- 1993 – Mario Martone per Morte di un matematico napoletano
- 1994 – Pappi Corsicato per Libera[2]
- 1995 – Paolo Virzì per La bella vita
- 1996 – Mimmo Calopresti per La seconda volta[3]
- 1997 – Eugenio Cappuccio, Massimo Gaudioso, Fabio Nunziata per Il caricatore[1]
- 1998 – Roberta Torre per Tano da morire[4]
- 1999 – Luciano Ligabue per Radiofreccia[5]

### Anni 2000
- 2000 – Alessandro Piva per LaCapaGira[6]
- 2001 – Alex Infascelli per Almost Blue[7]
- 2002 – Marco Ponti per Santa Maradona[8]
- 2003 – Daniele Vicari per Velocità massima[9]
- 2004 – Salvatore Mereu per Ballo a tre passi[10]
- 2005 – Saverio Costanzo per Private[11]
- 2006 – Fausto Brizzi per Notte prima degli esami[12]
- 2007 – Kim Rossi Stuart per Anche libero va bene[13]
- 2008 – Andrea Molaioli per La ragazza del lago[14]
- 2009 – Gianni Di Gregorio per Pranzo di ferragosto[15]

### Anni 2010
- 2010 – Susanna Nicchiarelli per Cosmonauta[16]
- 2011 – Ascanio Celestini per La pecora nera[17]
- 2012 – Alice Rohrwacher per Corpo celeste[18]
- 2013 – Leonardo Di Costanzo per L'intervallo[19]
- 2014 – Valeria Golino per Miele[20]
- 2015 – Duccio Chiarini per Short Skin - I dolori del giovane Edo[21]
- 2016 – Gabriele Mainetti per Lo chiamavano Jeeg Robot[22]
- 2017 – Marco Danieli per La ragazza del mondo[23]
- 2018 – Roberto De Paolis per Cuori puri[24]
- 2019 – Alessio Cremonini per Sulla mia pelle[25]

### Anni 2020
- 2020 – Marco D'Amore per L'immortale[26]
  - Stefano Cipani per Mio fratello rincorre i dinosauri
  - Nunzia De Stefano per Nevia
  - Ginevra Elkann per Magari
  - Igort per 5 è il numero perfetto
  - Carlo Sironi per Sole[27]
- 2021[28][29] – Alessandro Grande per Regina
  - Pietro Castellitto per I predatori
  - Alessandro Celli per Mondocane
  - Michela Cescon per Occhi blu
  - Roberto De Feo e Paolo Strippoli per A Classic Horror Story
  - Francesco Dafano e Luca Della Grotta per Trash - La leggenda della piramide magica
  - Marco Mario de Notaris per La tristezza ha il sonno leggero
  - Nicolangelo Gelormini per Fortuna
  - Carlo Hintermann per The Book of Vision
  - Gianluca Jodice per Il cattivo poeta
  - Susy Laude per Tutti per Uma
  - Mauro Mancini per Non odiare
- 2022[30][31] – Alessio De Leonardis e Fabrizio Moro per Ghiaccio
  - Niccolò Falsetti per Margini
  - Viviana Calò per Querido Fidel
  - Laura Samani per Piccolo corpo
  - Francesco Costabile per Una femmina
  - Giovanni Basso per Mindemic
- 2023[32][33] – Michele Riondino per Palazzina Laf
  - Alessandro Marzullo per Non credo in niente
  - Giuseppe Fiorello per Stranizza d'amuri
  - Pilar Fogliati per Romantiche
  - Claudio Bisio per L'ultima volta che siamo stati bambini
  - Micaela Ramazzotti per Felicità
- 2024[34][35] - Michela Giraud - Flaminia
  - Gianluca Santoni - Io e il secco
  - Damiano Giacomelli - Castelrotto
  - Simona Cocozza - SottoCoperta
  - Daniela Porto e Cristiano Bortone - Il mio posto è qui